# Вотсов игличави пацов
Вотсов игличави пацов (лат. Maxomys wattsi) је врста глодара из породице мишева (лат. Muridae). 

## Распрострањење
Индонежанско острво Сулавеси је једино познато природно станиште врсте.

## Станиште
Вотсов игличави пацов има станиште на копну.

## Угроженост
Ова врста се сматра угроженом.

### Популациони тренд
Популација ове врсте се смањује, судећи по расположивим подацима.